# Mossluiper
De Mossluiper (Apostenus fuscus) is een spinnensoort in de taxonomische indeling van de bodemzakspinnen (Liocranidae). De spin leeft op de bodem en maakt geen web. Het dier komt uit het geslacht Apostenus. Apostenus fuscus werd in 1851 beschreven door Westring.